# Апулія
Апу́лія (лат. Apulia; італ. Puglia) — один із найрозвинутіших регіонів Італії розміщений на півдні країни. Складається з провінцій Барі, Барлетта-Андрія-Трані, Бриндізі, Лечче, Фоджа, Таранто. Адміністративний центр і найбільше місто — Барі. На сході омивається водами Адріатичного моря, на південному заході — Іонічного. Населення 4 083 971 осіб (2012, 7 % всього населення країни), площа 19,4 тис. км². Поширені мови — італійська та тарантинська мова.

## Назва
- Апу́лія (лат. Apulia; грец. Ἀπουλία, Apoulía)
- Пу́лья, Пу́лля  (італ. Puglia,  [ˈpuʎːa]), Пу́є (неап. Púgghie / Puie / Puje )

## Географія
Апулія — найсхідніша область Італії: мис Капо д'Отранто поблизу міста Отранто на півострові Салентина знаходиться приблизно за 80 км від берегів Албанії — це крайня східна точка країни.
Більша частина Апулії — горбиста рівнина (плато Ле-Мурдже), на півночі гірський масив Гаргано (1056 м). Найвищі гори: Корнакк'я (1 152 м), Кальво (1 056 м). Річок мало. Найбільші річки: Офанто (165 км), Черваро (93 км). Найбільші озера: Варано, Лезіна. У посушливих районах — вічнозелені чагарники.
Національний парк Альта Мурджа. Національний парк Гаргано. Регіональні природні парки: Лама Баліче, дюни Торре Канне — Торре Сан Леонардо, ліс та болото Рауччо — джерела Ідуме. Пам'ятки історії й культури: Труллі (Альберобелло), базиліка Санта Кроче (Лечче), кафедральний собор (Барі), кафедральний собор (Трані), замок Кастель дель Монте (Андрія), Національний музей (Таранто).
Для області характерний середземноморський клімат. Середня температура січня становить близько 9 °C, липня — 24 °C.

## Історія
- Грецька колонізація
- Римська імперія
- Італійське королівство готів
- Східна Римська імперія
- Барійський емірат
- до 1130: Апулійське герцогство
- 1130—1282: Сицилійське королівство
- 1282—1861: Неаполітанське королівство
  - 1282—1442: Анжуйський дім
  - 1442—1458: Арагонський дім
  - 1458—1501: Трастамарський дім
  - 1501—1714: Арагонська корона Іспанії
- від 1861: Італійське королівство (об’єднане)

## Адміністративний поділ

Провінції

Область розділена на 6 провінцій, адміністративний центр — місто Барі. 
- Барі
- Барлетта-Андрія-Трані
- Бриндізі
- Лечче
- Фоджа
- Таранто

## Економіка
Апулія — аграрний район з великим поміщицьким землеволодінням. Дає 1/2 збору оливок у країні, близько 1/4 збору тютюну і винограду. З зернових сіють пшеницю, ячмінь і овес. У центральній частині розвинуте вівчарство. Апулія багата на боксити (щорічний видобуток — бл. 300 тис. т). Розвинуті харчова й легка промисловість, а також переробка нафти, корабле- та машинобудування (мотори і сільськогосподарські машини). У місті Таранто розміщена військово-морська база й арсенал.
В Апулії активно розвивається промисловість, насамперед сільськогосподарське машинобудування, авіабудування та кораблебудування. У Барі працює багато підприємств харчової, паперової, швейної та деревообробної промисловості.
Також економіка регіону розвивається завдяки туризму, адже мальовни́чі природні краєвиди та численні курортні містечка органічно доповнюються пам'ятками архітектури стародавніх цивілізацій та смачною їжею з великим вибором овочевих страв та морепродуктів.
Головні порти — Бриндізі, Барі, Таранто.

## Туризм
Серед туристичних місць виділяється місто Лечче, яке по праву вважається однією зі світових столиць епохи бароко, та м. Барі, де досі зберігаються мощі святого Миколая Чудотворця.
Типова страва — орекк'єтте алле чіме ді рапа (макаронні черепашки з бадиллям ріпи, анчоусами й тертим сиром пекоріно).
Типові вина — Алеатіко Апулії, Гірський замок, Примітиво Мандурії, Сан Северо.